# Nguyễn Mạnh Cầm

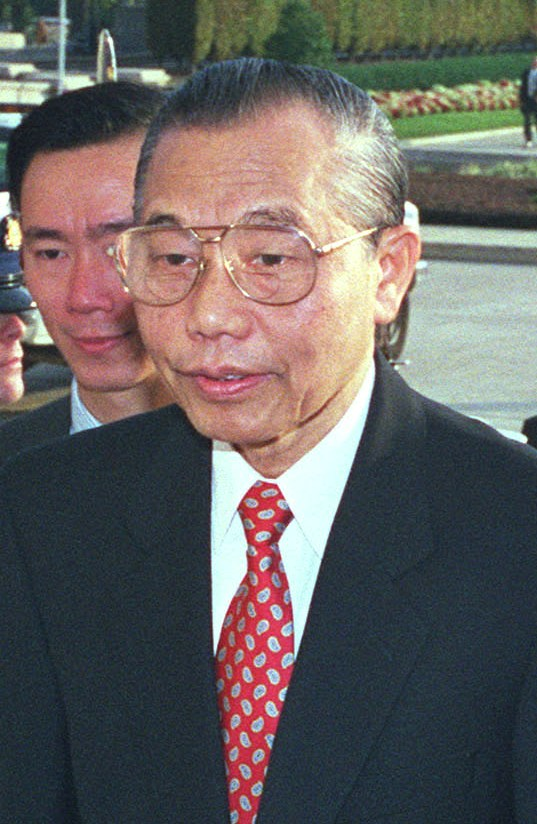
Nguyễn Mạnh Cầm (1998)

Nguyễn Mạnh Cầm (* 15. Juni 1929 in Hưng Dũng, Hưng Nguyên, Vinh, Nghệ An, Französisch-Indochina, heute: Vietnam) ist ein vietnamesischer Diplomat und Politiker der Kommunistischen Partei Vietnams KPV (Đảng Cộng sản Việt Nam), der unter anderem von 1991 bis 2000 Außenminister sowie zwischen 1997 und 2002 Vize-Ministerpräsident der Sozialistischen Republik Vietnam war.

## Leben
Nguyễn Mạnh Cầm wurde 1946 Mitglied der Kommunistischen Partei Indochinas (Đảng Cộng sản Đông Dương) und absolvierte in der Folgezeit einen Russisch-Kurs in China. Nach seiner Rückkehr trat er in den auswärtigen Dienst ein und wurde 1952 Dolmetscher von Nguyễn Lương Bằng, dem ersten Botschafter Vietnams in der Sowjetunion. Danach war er Mitarbeiter der Abteilung für die Sowjetunion und Osteuropa im Außenministerium sowie an der Botschaft in Frankreich. 1973 wurde er Botschafter in der Ungarischen Volksrepublik und verblieb dort bis 1976. Am 18. März 1977 übernahm er den Posten als Botschafter in der Bundesrepublik Deutschland und war als solcher bis 1981 zugleich als Botschafter in Österreich, der Schweiz sowie im Iran akkreditiert. 1981 wurde er Vize-Minister für Außenhandel und war im Anschluss zwischen 1987 und 1991 Botschafter in der Sowjetunion. Zwischenzeitlich wurde er auf dem VI. Parteitag (15.–18. Dezember 1986) zum Mitglied des Zentralkomitees (ZK) der Kommunistischen Partei Vietnams KPV (Đảng Cộng sản Việt Nam) gewählt.
Im August 1991 wurde Nguyễn Mạnh Cầm Nachfolger von Nguyễn Cơ Thạch als Außenminister der Sozialistischen Republik Vietnam und bekleidete dieses Amt, bis er im Februar 2000 von Nguyễn Dy Niên abgelöst wurde. Am 6. November 1993 wurde er auch Mitglied des Politbüros des ZK, des obersten Führungsgremiums der KPV. Auf dem VIII. Parteitag (28. Juni–1. Juli 1996) sowie dem 4. Plenum des ZK am 22. Dezember 1997 wurde er als Mitglied des Politbüros bestätigt und gehörte diesem Gremium bis zum 22. April 2001 an. Zusätzlich wurde er 1997 Vize-Ministerpräsident mit der Zuständigkeit für Wirtschaft und übte dieses Amt bis zu seiner Ablösung durch Vũ Khoan 2002 aus. Im Dezember 2005 löste er Vũ Oanh als Präsident der Studienförderungsgesellschaft ab.

## Hintergrundliteratur
Online-Bücher
- Michael Leifer: Dictionary of the Modern Politics of Southeast Asia. Routledge, 2013, ISBN 1-135-12945-2.
- Duncan McCargo: Rethinking Vietnam. Routledge, 2004, ISBN 1-134-37440-2.
- Cynthia J. Levy, Jeffrey D. Schultz: Global Links: A Guide to People and Institutions Worldwide. Routledge, 2013, ISBN 1-135-93310-3.
- S. Balme, M. Sidel: Vietnam’s New Order: International Perspectives on the State and Reform in Vietnam. Springer, 2016, ISBN 0-230-60197-9.
- B. Hunter: The Statesman’s Year-Book 1997-8. Springer, 2016, ISBN 0-230-27126-X.